# Équipe de France de football en 1946
Chronologie
Saison précédente Saison suivante
Cet article traite de l'année 1946 de l'Équipe de France de football.
- Contre l'Angleterre le match n'est pas officiellement reconnu par la British FA, qui le classe « rencontre de bienfaisance » après le résultat du match.

## Les matchs
| Date          | Stade                                           | Adversaire      | Score | Comp | Buteurs français                          |
| 7 avril 1946  | Stade olympique Yves-du-Manoir Colombes, France | Tchécoslovaquie | V 3-0 | A    | Vaast (15e & 75e), Heisserer (83e)        |
| 14 avril 1946 | Estádio Nacional Do Jamor Lisbonne, Portugal    | Portugal        | D 1-2 | A    | Vaast (68e)                               |
| 5 mai 1946    | Stade olympique Yves-du-Manoir Colombes, France | Autriche        | V 3-1 | A    | Vaast (66e), Heisserer (83e), Leduc (86e) |
| 19 mai 1946   | Stade olympique Yves-du-Manoir Colombes, France | Angleterre      | V 2-1 | A    | Prouff (54e) & Vaast (78e)                |

A : match amical.

## Les joueurs
| Joueurs                                                |    |    |    |    |
| Gardiens de but                                        |    |    |    |    |
| Julien Darui (CO Roubaix-Tourcoing)                    | 90 | 90 | 90 | 90 |
| Défenseurs                                             |    |    |    |    |
| André Grillon (Stade français) (1re sélection)         | 90 | 90 | 90 | 90 |
| Antoine Cuissard (AS Saint-Étienne) (1re sélection)    | 90 | 90 | 90 | 90 |
| Marcel Salva (RC Paris)                                | 90 | 78 | 90 | 90 |
| Milieux                                                |    |    |    |    |
| Jean Prouff (Stade rennais UC)                         | 90 | 90 | 90 | 90 |
| Lucien Leduc (Red Star Olympique) (uniques sélections) | 90 | 90 | 90 | 90 |
| Oscar Heisserer (RC Strasbourg)                        | 90 | 90 | 90 | 90 |
| Larbi Benbarek (Stade français)                        | 90 | 90 | 90 | 90 |
| Attaquants                                             |    |    |    |    |
| Ernest Vaast (RC Paris)                                | 90 | 90 | 90 | 90 |
| Alfred Aston (Red Star Olympique)                      | 90 | 90 | 90 | 90 |
| René Bihel (LOSC)                                      | 90 | 90 | 90 |    |
| Pierre Sinibaldi (Stade de Reims) (1re sélection)      |    |    |    | 90 |